# 토겐부르크 백작
토겐부르크 백작(독일어: Grafen von Toggenburg)은 13세기에서 15세기 동안 스위스 장크트갈렌주의 오늘날의 토겐부르크 지역과 인접 지역을 다스렸다.
토겐부르크의 남작 가문은 11세기와 12세기에 언급되었지만, 그들의 족보와 방게 가문의 관계는 불분명하다. 그들은 현재 알트-토겐부르크로 알려진 조상의 자리를 따서 명명되었으며, 장크트갈렌의 키르히베르크 근처에 있다. 성은 10세기 또는 11세기에 지어졌으며, 1085년 장크트갈렌 수도원과의 충돌로 파괴되었다가 나중에 재건되어, 1226년 토겐부르크의 디트헬름 백작이 장크트갈렌 수도원에 양도했다.
가문은 13세기 초부터 토칸부르크(Toccanburg), 이후 토힘부르크(Tochimburc)로 입증되었다. 디트헬름 1세(1176년 추정, 1205년 또는 1207년 사망)는 디에헬름 2세(1210년 추정, 1230년 사망)가 뒤를 이었다. 이들 중 어느 쪽이든 1200년경에 시작하여, 1209년부터 ‘백작’이라는 칭호를 채택했다. 1187년에는 토겐부르크의 베르너가 아인지델른의 수도원장이 되었다. 1481년에 토겐부르크의 성 이다(아이다)에 대한 전설이 기록되어 있다. 전설에서는 그녀를 토겐부르크 백작(디틀헬름 또는 하인리히 백작)의 아내라고 하며, 전설에 따르면 남편은 간통죄로 무고한 아내를 변호했다. 그녀는 살아남아 피싱겐에서 은자로 살았다. 그곳에서 그녀의 숭배는 1410년에 입증되었다.
초기 백작은 장크트갈렌 수도원, 콘스탄스의 주교와 키부르크 백작과 경쟁 관계에 있었다. 상속 분쟁으로 인해 1190년대에는 부비콘, 뤼티, 오버볼링엔 및 뷔름스바흐에 종교 시설이 기증되었고, 1226년에는 그의 형 루돌프의 디 헬름(1209-36)이 동족을 살해했다.
1398년 4월 23일 토겐부르크 백작 도나트 폰 토겐부르크는 그의 딸 멘타 폰 토겐부르크가 사망하자 영혼을 구원하기 위해 토겐부르크 가문의 무덤에 있는 곳에 새로운 만성절을 위한 은총으로 엘소우 교회를 기증했다. 브레튼고우와 타파스의 지배자 프리드리히 폰 토겐부르크 백작은 3월 뤼티 교회에 묻힌 자신의 조상들과 자신의 구원을 위해 교회, 권리, 방엔에 있는 땅을 뤼티 수도원에 기부했다. 1407년 1월 21일 프리드리히와 헤르만 폰 란덴베르크 기사, 요한 폰 본스테텐 기사, 헤르만 폰 데 호첸란덴베르크 기사들에 의해 봉인되었다.
1436년, 마지막 백작 프리드리히 7세(프리드리히 7세, 토겐부르크의 백작)가 죽자 후계자를 둘러싼 구취리히 전쟁이 발발했다. 프리드리히 7세는 나중에 그의 고귀한 아내인 토겐부르크의 백작부인이 준 이른바 토겐부르커 카펠레 예배당에 묻혔다. 엘리자베스는 1442년 6월 20일 뤼티 수도원에서 마지막 날을 보내며, 그곳으로 물러났으며, 그녀의 무덤이 남편의 무덤과 함께 있기를 원했다. 1443년 6월 11일, 구스위스 연방의 약탈 부대가 수도원을 황폐화시키고, 취리히와의 전쟁에 책임이 있는 프리드리히 7세 백작을 비롯한 귀족들의 시신을 모독했다. 14명의 가문은 뤼티 수도원 교회의 토겐부르크 지하에 묻혔다.

## 참고서적
- Cawley, Charles (2001), Medieval Lands - Foundation for Medieval Genealogy, Grafen von Toggenburg, fmg.ac